# Aphis lupoi
Aphis lupoi är en insektsart. Aphis lupoi ingår i släktet Aphis och familjen långrörsbladlöss. Inga underarter finns listade i Catalogue of Life.